# Paralimnotrephes
Paralimnotrephes is een geslacht van wantsen uit de familie van de Helotrephidae. Het geslacht werd voor het eerst wetenschappelijk beschreven door Poisson in 1950.

## Soorten
Het genus is monotypisch en bevat alleen de volgende soort:

- Paralimnotrephes villiersi Poisson, 1950